# Alfred Jahn (Mediziner)

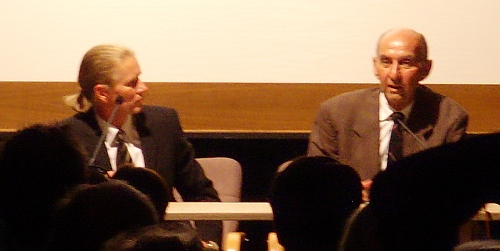
Alfred Jahn (re.), Dresden 2009

Alfred Paul Jahn (* 16. April 1937 in Duisburg; † 12. Juni 2024 in Kigali, Ruanda) war ein deutscher Kinderchirurg.

## Leben
Der Vater war Tischler, die Mutter Hausfrau. 1940 erfolgte ein Umzug nach Nordhausen am Harz. 1945 nach der Zerstörung des Wohnhauses in Nordhausen durch Bombenangriffe der Alliierten Streitkräfte, wurde ein neues Zuhause in dem benachbarten Dorf Krimderode gefunden.
1955 begann er nach dem Abitur das Studium an der Ost-Berliner Humboldt-Universität, das er 1961 beendete. Anschließend arbeitete er als Assistenzarzt in Mecklenburg und Ost-Berlin. Am 2. Februar 1963 gelang ihm die Flucht nach West-Berlin.
Hans-Dieter Grabes Film „Die Helgoland in Vietnam“ von 1966 bewegte Alfred Jahn dazu, als Assistenzarzt nach Vietnam zu gehen. Er wirkte in den 1970er Jahren in Vietnam und im ostasiatischen Raum. Bekannt wurde er durch die Dokumentation Nur leichte Kämpfe im Raum Da Nang von Hans-Dieter Grabe und Carl-Franz Hutterer, die ungeschönt aus Vietnam berichteten und einen Entsetzensaufschrei in Deutschland verursachten, vor allem aufgrund der Napalmopfer, den Aufnahmen von Operationsmethoden und den Berichten von auf dem Hospitalschiff Helgoland arbeitenden Ärzten/Personal.
Jahn war von 1983 bis zur Rente 2002 Chefarzt der Kinderchirurgie am Kinderkrankenhaus St. Marien in Landshut. Seit 1997 behandelte er zudem in Kigali (Ruanda) unentgeltlich Kinder mit Kriegsverstümmelungen. Seit 2002 lebte er in Ruanda. Er war dort als einziger Kinderchirurg des Landes tätig und betreute Waisenkinder.
Die Tätigkeit von Alfred Jahn wurde unter dem Titel Diese Bilder verfolgen mich – Dr. med. Alfred Jahn. verfilmt.
Am 12. Juni 2024 starb Alfred Jahn in Kigali/Ruanda.
.

## Auszeichnungen
- Gesundheitsorden der Republik Vietnam
- Silberne Verdienstmedaille des Deutschen Roten Kreuzes
- 1985: Bundesverdienstkreuz am Bande
- 2002: Bundesverdienstkreuz Erster Klasse
- 2009: Großes Bundesverdienstkreuz

## Schriften
- Thailand, ganz anders: Erlebnisse eines deutschen Kinderchirurgen. printul, München 1988, ISBN 3-925575-14-6. Neuauflage: Iatros, Nierstein 2003, ISBN 3-937439-30-7.
- Erinnerungen und Reflexionen : Hospitalschiff „Helgoland“, Vietnam – Landshut – Ruanda. Iatros Verlag, Sonnefeld 2016, ISBN 978-3-86963-260-5.

## Fernsehdokumentationen
- Hans-Dieter Grabe und Carl-Franz Hutterer: Nur leichte Kämpfe im Raum Da Nang, 1970
- Hans-Dieter Grabe: Sanh und seine Freunde – Beobachtung einer Rückkehr nach Vietnam, 1975
- Hans-Dieter Grabe: Dr. med. Alfred Jahn, Kinderchirurg in Landshut, 1984
- Hans-Dieter Grabe: Lebenserfahrungen: Do Sanh, 1990
- Hans-Dieter Grabe: Tage mit Sanh, 1992
- Hans-Dieter Grabe: Do Sanh – Der letzte Film, 1998
- Hans-Dieter Grabe: Diese Bilder verfolgen mich – Dr. med. Alfred Jahn, 2002